# Norwegian Long Haul
Norwegian Long Haul (codi IATA: DU; codi OACI: NLH; indicatiu: NORSTAR) és una aerolínia de baix cost noruega, divisió de Norwegian Air Shuttle. Creada l'1 de gener de 2012, duu a terme vols a Europa, Àsia i els Estats Units amb una flota de Boeing 787. La companyia està registrada a Dublín i té la seu a Bærum. Té una base a l'aeroport de Barcelona.